# Tomáš Sekerka
Tomáš Sekerka (* 1988 Děčín) je český autor science fiction literatury, známý především svou postapokalyptickou sérií Clona a románem Čas krmení.

## Život
Tomáš Sekerka se narodil v Děčíně, kde prožil dětství. Vystudoval informační technologie, což ovlivňuje jeho literární tvorbu, která často zahrnuje prvky moderních technologií. V současnosti žije v Praze a pracuje v administrativě.
K psaní ho inspirovali autoři jako Jiří Kulhánek, Miroslav Žamboch, Štěpán Kopřiva a Martin Moudrý. Psaní se věnuje od roku 2009.

## Tvorba
Tomáš Sekerka debutoval postapokalyptickou sérií Clona, která zahrnuje tituly Nájezdník z Pustiny (2020) a Otrok megaměsta (2021). Jeho zatím posledním dílem je román Čas krmení (2024), který vypráví příběh vylepšeného vojáka bojujícího s monstry ve zničeném světě.
Recenze románu Čas krmení byla publikována také na literárním serveru Děti noci, který hodnotil autorův styl jako „syrový a atmosférický“ .
Jeho tvorba je charakteristická dynamickými akčními scénami a propracovaným postapokalyptickým prostředím. Kniha Čas krmení získala hodnocení 79 % na serveru Databáze knih.
V rozhovoru pro nakladatelství Mystery Press Sekerka uvedl, že jeho tvorba čerpá inspiraci z dystopických vizí současného světa a obav o budoucnost planety .

## Zajímavosti
Tomáš Sekerka je známý svou zálibou v cestování a sbírání životních zkušeností, které promítá do své tvorby. Je pastafariánem, téměř-geekem a milovníkem konspiračních teorií.